# 라이트 노벨 작가 목록
이 문서에서는 라이트 노벨을 주로 쓰는 작가의 목록을 나열한다.
뒤의 괄호는 그 작가가 주로 활동하는 레이블을 말한다.

## 작가 목록

### ㄱ
- 가토우 쇼우지(후지미 판타지아 문고)
- 강명운(시드 노벨)
- 고다이 유우(후지미 판타지아 문고, MF문고 J)
- 고우야 다이스케

### ㄴ
- 나나에 히로타카(전격 문고)
- 나나우미 카논(파레트 문고)
- 나나츠키 타카후미(전격 문고)
- 나리타 료우고(전격 문고)
- 나츠 미도리(후지미 판타지아 문고)
- 나츠미 코지(전격 문고)
- 나카무라 에리카(전격 문고)
- 난보 히데히사(후지미 판타지아 문고)
- 노리하라 카난(슈에이샤 코발트 문고, 후지미 미스터리 문고)
- 노무라 미즈키(패미통 문고)
- 노지리 호스케(후지미 판타지아 문고)
- 노지마 켄지(카도카와 스니커 문고, MF문고 J)
- 니시노 카츠미(MF문고 J)
- 니시오 이신(고단샤 BOX)

### ㄷ
- 다테 마사노리(전격 문고)
- 도바시 신지로(전격 문고)

### ㄹ
- 로쿠고마루니(후지미 판타지아 문고)
- 류세린(노블엔진)

### ㅁ
- 마아사 유즈키(슈에이샤 코발트 문고)
- 마에다 타마코(슈에이샤 코발트 문고)
- 마이사카 코우(후지미 판타지아 문고, 후지미 미스테리 문고)
- 마츠 토모히로(슈에이샤 슈퍼 대시 문고)
- 마츠노 아키나리(MF문고 J)
- 모리하시 빙고 (패미통 문고)
- 무츠즈카 아키라(카도카와 스니커 문고)
- 미나세 하즈키(전격 문고)
- 미야마 쿠노에(루루루 문고)
- 미우라 이사오(MF문고 J)
- 미즈노 료(카도카와 스니커 문고, 후지미 판타지아 문고, 전격 문고)
- 미즈야마 이츠키(카도카와 빈즈 문고)
- 미즈오치 하루미(전격 문고)
- 미즈키 쇼타로(후지미 판타지아 문고, HJ 문고)
- 미즈치 시키(MF문고 J)
- 미카게 에이지(전격 문고)
- 미카미 엔(전격 문고)
- 미카미 야스아키(슈에이샤 슈퍼 대시 문고, 쇼가쿠칸 가가가 문고)
- 미쿠모 가쿠토(전격 문고, 카도카와 스니커 문고)

### ㅂ
- 반재원(시드 노벨)

### ㅅ
- 사다카네 신지(슈에이샤 슈퍼 대시 문고)
- 사사모토 유이치(소노라마 문고)
- 사에구사 레이치(전격 문고)
- 사에키 시노부(후지미 판타지아 문고, 후지미 미스터리 문고)
- 사자네 케이(후지미 판타지아 문고)
- 사카키 이치로(후지미 판타지아 문고, 패미통문고, GA 문고, HJ 문고, MF문고 J)
- 사쿠라바 카즈키(후지미 미스터리 문고)
- 사쿠라자카 히로시(슈에이샤 슈퍼 대시 문고)
- 사토 료
- 사토 케이(전격 문고)
- 세이료인 류스이(고단샤 BOX)
- 소다 오사무(카도카와 문고)
- 쇼지 타카시(후지미 판타지아 문고)
- 스가 시노부(슈에이샤 코발트 문고)
- 스기이 히카루(전격 문고)
- 스오 츠카사(전격 문고)
- 스즈모토 베니(슈에이샤 코발트 문고)
- 스즈키 다이스케(후지미 판타지아 문고)
- 스즈키 스즈(전격 문고)
- 스즈키 히사시(전격 문고)
- 시구사와 케이이치(전격 문고)
- 시노사키 사미(전격 문고)
- 시모지마 케이(쇼가쿠칸 캔버스 문고)
- 시미즈 유우(MF문고 J)
- 시미즈 후미카(후지미 판타지아 문고, HJ 문고)
- 시바무라 진(전격 문고)
- 시이노 미유키(카도카와 스니커 문고)

### ㅇ
- 아라이 모토코(슈에이샤 코발트 문고)
- 아라이 테루(패미통 문고, 후지미 미스터리 문고)
- 아라키 신(전격문고, 패미통 문고)
- 아리사와 마미즈(전격 문고)
- 아리카와 히로(전격 문고)
- 아마기 슈스케(후지미 판타지아 문고)
- 아마미야 료(전격 문고)
- 아사누마 코우타(슈에이샤 슈퍼 대시 문고, 패미통 문고, 이치진샤 문고)
- 아사우라(슈에이샤 슈퍼 대시 문고)
- 아사이 라보(카도카와 스니커 문고, HJ 문고)
- 아사카 쇼우(슈에이사 코발트 문고, 카도카와 빈즈 문고)
- 아스카 쇼타(전격 문고, 카도카와 스니커 문고, 슈에이샤 슈퍼 대시 문고)
- 아오시마 타카시(후지미 판타지아 문고)
- 아오야마 사구(전격 문고)
- 아오이 세키나(후지미 판타지아 문고)
- 아오키 유우코(슈에이샤 코발트 문고)
- 아이소라 만타(GA문고)
- 아자노 코우헤이(후지미 판타지아 문고, 후지미 미스터리 문고)
- 아치 타로(전격 문고, MF문고 J)
- 아카가와 지로(슈에이샤 코발트 문고)
- 아카구치 기구루(후지미 판타지아 문고)
- 아카마츠 츄가쿠(MF문고 J)
- 아카츠키 유키야(전격 문고)
- 아카호리 사토루(카도카와 스니커 문고, 후지미 판타지아 문고)
- 아키라(카도카와 스니커 문고, 패미통 문고, MF문고 J)
- 아키야마 미즈히토(전격 문고)
- 아키츠 토오루(카도카와 스니커 문고, 후지미 판타지아 문고)
- 아키타 요시노부(후지미 판타지아 문고, 카도카와 스니커 문고)
- 안다 사다나츠
- 야마가타 이시오(슈에이샤 슈퍼 대시 문고)
- 야마구치 노보루(MF문고 J)
- 야마모토 히로시(카도카와 스니커 문고, 후지미 판타지아 문고)
- 야마우라 히로야스(슈에이샤 코발트 문고)
- 야마토 타카히로(후지미 판타지아 문고)
- 야스다 히토시(후지미 판타지아 문고)
- 오노 후유미(X문고 화이트 하트)
- 오도 아키히코(전격 문고)
- 오리하라 미토(포프라사, X문고 틴즈 하트, 코발트 문고)
- 오사코 준이치(GA 문고)
- 오츠이치(슈에이샤 문고, 카도카와 스니커 문고)
- 오카유마사키(전격 문고)
- 오키타 마사시(전격 문고)
- 와카기 미오(슈에이샤 코발트 문고)
- 와타리 와타루(가가가 문고)
- 와타세 소이치로(전격 문고)
- 요시다 스나오(카도카와 스니커 문고)
- 요시무라 요루(후지미 판타지아 문고)
- 요시오카 히토시(후지미 판타지아 문고, 패미통 문고)
- 우레시노 아키히코(슈에이샤 슈퍼 대시 문고, 패미통 문고)
- 우부카타 토우(카도카와 스니커 문고, 후지미 판타지아 문고, 전격문고, MF문고 J)
- 우에다 시키(후지미 판타지아 문고)
- 우에스 테스토(HJ 문고)
- 우에오 히사미츠(전격 문고)
- 유우키 린(전격 문고, 슈에이사 코발트 문고)
- 유키 미츠루(카도카와 빈즈 문고)
- 유키노 사이(카도카와 빈즈 문고)
- 이노우에 켄지(패미통 문고)
- 이누무라 코로쿠(패미통 문고, 가가가 문고)
- 이루마 히토마(전격 문고)
- 이와이 쿄헤이(카도카와 스니커 문고)
- 이와타 히로키(전격 문고)
- 임달영(시드 노벨)

### ㅊ
- 최지인(시드 노벨)
- 츠키미 소헤이(MF문고 J)
- 츠키지 토시히코(후지미 판타지아 문고, 패미통 문고, MF문고 J)

### ㅋ
- 카가미 타카야(후지미 판타지아 문고)
- 카도노 코헤이(전격 문고, 후지미 미스터리 문고)
- 카레노 아키라(후지미 미스터리 문고)
- 카마치 카즈마(전격 문고)
- 카미노 오키나(MF문고 J, GA 문고, HJ 문고)
- 카베이 유카코(전격 문고)
- 카야타 스나코(C★NOVELS, 카도카와 스니커 문고)
- 카와사키 히로유키(슈에이샤 슈퍼 대시 문고)
- 카와카미 미노루(전격 문고)
- 카와하라 레키(전격 문고)
- 카이바라 레이(슈에이샤 슈퍼 대시 문고)
- 카이토 레이지(후지미 미스터리 문고, MF문고 J)
- 카자미 메구루(후지미 판타지아 문고, 이치진샤 문고)
- 칸자카 하지메(후지마 판타지아 문고, 카도카와 스니커 문고)
- 칸자키 시덴(가가가 문고)
- 코다 가쿠토(전격 문고)
- 코우쿄쿠 이즈키(전격 문고)
- 콘노 오유키(슈에이샤 코발트 문고)
- 쿠라타 히데유키(전격 문고)
- 쿠로다 요스케(후지미 판타지아 문고)
- 쿠리하라 치히로(카도카와 빈즈 문고)
- 쿠미 사오리(카도카와 빈즈 문고)
- 쿠와바라 미즈나(슈에이샤 코발트 문고)
- 쿠와시마 요시카즈(MF문고 J)
- 쿠즈미 시키(전격 문고)
- 키무라 코우(패미통 문고)
- 키미노 사쿠라코(전격 문고)
- 키카와 사토미(슈에이샤 코발트 문고)
- 키타 미도리(카도카와 빈즈 문고)

### ㅌ
- 타구치 센넨도(패미통 문고)
- 타나카 로미오(가가가 문고)
- 타나카 요시키(고단샤 신서판 소설)
- 타니가와 나가루(전격 문고, 카도카와 스니커 문고)
- 타무라 토세이(전격 문고)
- 타오 노리타케(패미통 문고)
- 타치바나 코우시(후지미 판타지아 문고)
- 타카도노 마도카(카도카와 빈즈 문고, GA 문고)
- 타카미 카즈유키(전격 문고, 카도카와 스니커 문고)
- 타카바야시 토모(카도카와 빈즈 문고)
- 타카세 미에(고단샤 X문고 화이트 하트)
- 타카토오 사야(슈에이샤 코발트 문고)
- 타카하시 야시치로(전격 문고)
- 타카하타 쿄이치로(전격 문고)
- 타케미야 유유코(전격 문고)
- 타케이 토우카(카도카와 스니커 문고)
- 타키가와 히츠지(후지미 판타지아 문고)
- 토모노 쇼우(후지미 판타지아 문고)
- 토키나시 유타카(카도카와 스니커 문고)

### ㅎ
- 하세 사토시(카도카와 스니커 문고)
- 하세가와 나호코(후지미 판타지아 문고)
- 하세가와 카츠미(후지미 판타지아 문고)
- 하세가와 케이스케(전격 문고)
- 하세쿠라 이스나(전격 문고)
- 하시모토 츠무구(전격 문고)
- 하야마 토오루(전격 문고)
- 하야시 토모아키(카도카와 스니커 문고)
- 하토리 아유미(슈에이샤 코발트 문고)
- 호시노 료(후지미 판타지아 문고)
- 혼다 토오루(슈에이샤 슈퍼 대시 문고, 카도카와 스니커 문고, GA 문고, MF문고 J)
- 후루하시 히데유키(전격 문고)
- 후시미 츠카사(전격 문고)
- 후지와라 유우(전격 문고)
- 후카미 마코토
- 후카자와 미시오(전격 문고, 카도카와 스니커 문고)
- 히구라시 챠보(패미통 문고)
- 히라사카 요미(MF문고 J)
- 히무로 사에코(슈에이샤 코발트 문고)
- 히비키노 카나(슈에이샤 코발트 문고)
- 히요시 아키라(후지미 판타지아 문고)
- 타 레이코(후지미 판타지아 문고)

## 같이 보기
- 라이트 노벨 삽화가 목록
- 라이트 노벨 계열 레이블 목록